# Hydrophis major
Espèce
Synonymes
- Hydrus major Shaw, 1802
- Disteira major (Shaw, 1802)
- Disteira doliata Lacépède, 1804
- Pelamis shavii Merrem, 1820
- Hydrophis mentalis Gray, 1842
- Disteira dumerilii Jan, 1859
- Hydrophis lacepedei Jan, 1859
- Distira nasalis De Vis, 1905

Statut de conservation UICN

 LC  : Préoccupation mineure
Hydrophis major ou Hydrophide cerclé est une espèce de serpents de la famille des Elapidae.

## Répartition
Cette espèce marine se rencontre dans les eaux du Sud de la Nouvelle-Guinée, de l'Australie et de la Nouvelle-Calédonie.

## Description
Hydrophis major mesure jusqu'à 135 cm. C'est un serpent marin venimeux qui vit dans les eaux profondes et troubles. Il est vivipare.

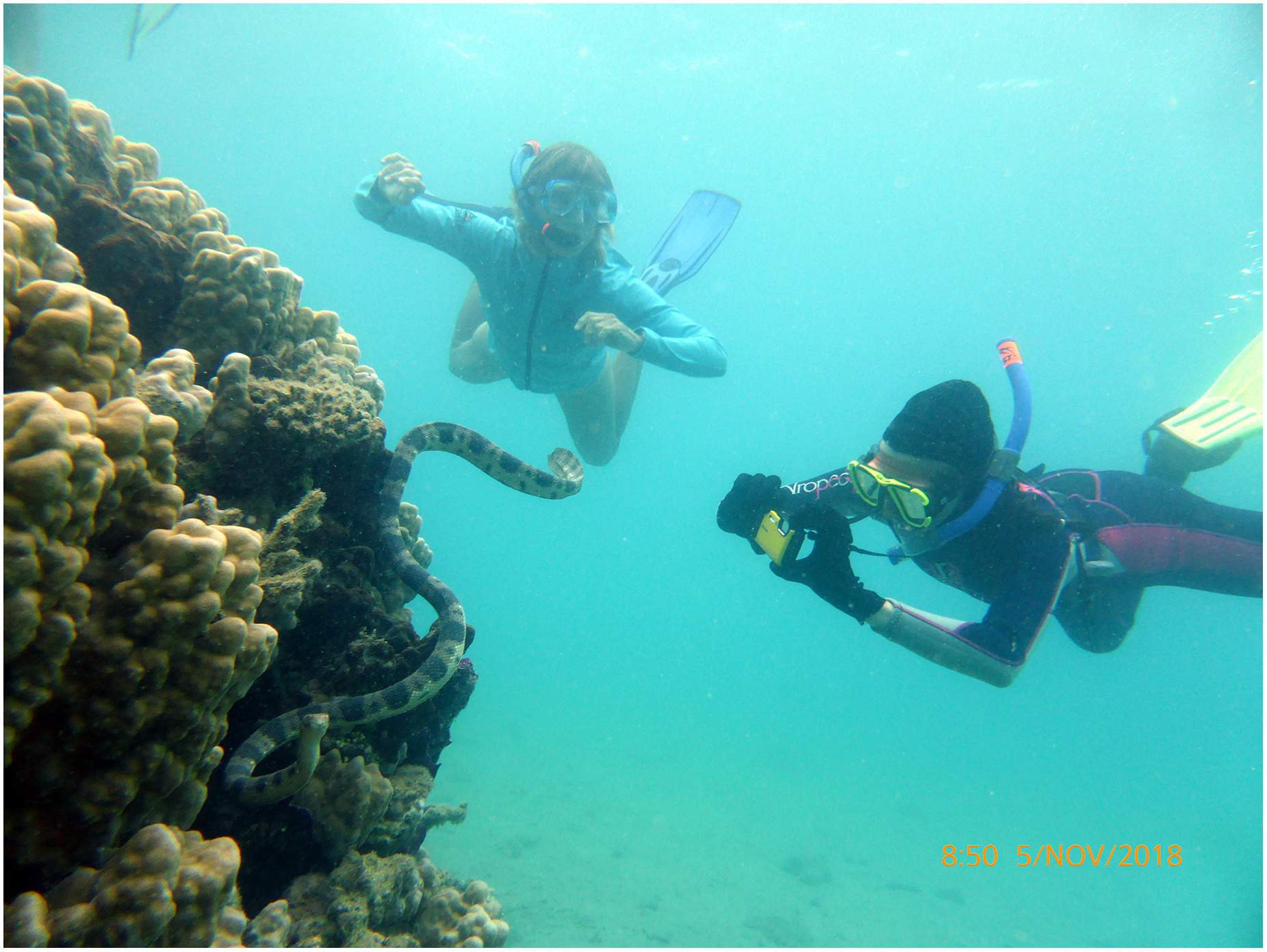

## Publication originale
- Shaw, 1802 : General Zoology, or Systematic Natural History, vol. 3, n. 2, p. 313-615 (texte intégral).